# Érik Desmazières
Pour les articles homonymes, voir Desmazières.
Érik Desmazières, né le 21 novembre 1948 à Rabat (Maroc), est un graveur aquafortiste français installé à Paris.

## Biographie
Érik Desmazières passe son enfance au Maroc avant de venir en France faire ses études supérieures en 1967 à l'Institut d'études politiques de Paris dont il sort diplômé en 1971. Il passe quelques mois à l’École spéciale d'architecture de Paris. Réalisant que ce n'est pas sa voie, il prend des cours de gravure de la ville de Paris auprès de Jean Delpech et y rencontre de nombreux graveurs comme Yves Doaré, François Houtin et Philippe Mohlitz.
Il décide d'en faire son métier en 1972, avec les encouragements de Philippe Mohlitz,. Son œuvre est alors défendue par le marchand américain Andy Fitch (qui a publié un catalogue raisonné en quatre volumes), ainsi que par Arsène Bonafous-Murat, Michèle Broutta, François Ditesheim, la Galleria del Leone, Larry Warnock ou Armstrong Fine Art.
Il est membre du comité de rédaction des Nouvelles de l'estampe et, depuis 2006, président de la Société des peintres-graveurs français.
Le 9 avril 2008, il est élu à l'Académie des beaux-arts dans la section gravure au fauteuil numéro I après le décès de Jean-Marie Granier ; il est reçu sous la coupole par Hugues Gall le 14 octobre 2009, au cours d'une séance solennelle présidée par le sculpteur Antoine Poncet. Il préside l'Académie des beaux-arts en 2016. Il est depuis 2020 directeur du musée Marmottan Monet.

## Distinctions

### Prix
- 1978 : Grand prix des arts de la ville de Paris pour la gravure

### Décorations
- Chevalier de la Légion d'honneur (2016)[5]
- Officier de l'ordre national du Mérite[4]
- Chevalier de l'ordre des Palmes académiques[4]
- Officier de l'ordre des Arts et des Lettres (2016)[6]

### Honneur
- Musée Carnavalet, Paris : nom gravé depuis 2006 à l'entrée, sur l'une des quatre plaques des grands donateurs.

## Œuvre
L'œuvre gravé d'Érik Desmazières s'inscrit au départ dans le courant fantastique/visionnaire.

« La frontière entre la réalité et l’imaginaire tend à s’estomper dans l’œuvre de Desmazières qui dépasse la simple transcription minutieuse du réel, s’inscrivant ainsi dans la filiation de grands artistes visionnaires tels Piranèse ou Meryon. »

— Céline Chicha-Castex
Certaines de ses planches apparaissent dans L'Art visionnaire de Michel Random. À partir des années 1980, son expression alterne le fantastique (La Tentation de saint Antoine, la série des Caprices) avec des sujets réalistes (L'Atelier René Tazé), des portraits de rues parisiennes (La Rue de Marignan, La Rue Charles-Nodier, Le Quai de Montebello), ainsi que des vues d'Amsterdam (exécutées à l'occasion de son exposition au Rembrandthuis). Son œuvre de graveur est célèbre à partir de 1979 lorsqu'il est collectionné par le galeriste new-yorkais Andrew Fitch.
Son œuvre gravé, fort de quelque deux cents planches, est présent notamment dans les collections de la Bibliothèque nationale de France, du musée Carnavalet, du British Museum, du Rijksmuseum et du Rembrandthuis, du musée Boijmans Van Beuningen de Rotterdam, du musée Jenisch de Vevey, du cabinet des estampes et des dessins de l'école polytechnique fédérale de Zurich, du Metropolitan Museum of Art, de la New York Public Library et du Brooklyn Museum à New York, de la Library of Congress de Washington, du musée des beaux-arts de Boston, de la bibliothèque de l'université de Princeton et dans de très nombreuses autres institutions ou collections privées.
Desmazières est également l'auteur de la gravure de l'étiquette du château Lafite Rothschild (depuis le millésime 2005).

### Éditions de bibliophilie
Érik Desmazières a participé à la réalisation de plusieurs livres illustrés de bibliophilie.
- 1980 : Benito Cereno d'Herman Melville, pour Les Bibliophiles de France
- 1986 : Le Tremblement de terre du Chili, de Heinrich von Kleist (trad. de G. La Flize), pour les bibliophiles de l'Automobile-Club de France
- 2005 : Une invitation au voyage par Olivier Rolin ; ouvrage commandité par la Bibliothèque nationale de France[11] (à l'occasion de la restauration des globes de Coronelli), Paris
- 2009 : Le Prince Pluie de Maxime Préaud, illustré de gravures en manière noire

## Regards sur l’œuvre
(mai 2021).
- Si vous ne connaissez pas le sujet, laissez ce bandeau (vous pouvez alors contacter les auteurs).
- Si vous supprimez le contenu mis en cause (vous pouvez préalablement contacter les auteurs),

argumentez précisément cette suppression dans la page de discussion
(un manque de référence n'est pas un argument ; une recherche réelle de référence doit avoir été effectuée, être formellement documentée).

### Bibliothèques
Érik Desmazières grave onze estampes inspirées de La Bibliothèque de Babel de Jorge Luis Borges. Cette suite fait aussi écho aux projets de Boullée pour le cénotaphe d'Isaac Newton. L'équilibre géométrique de La Vue en élevation de 1784 a dû servir de trame à la représentation de l'entrée de la Bibliothèque. À partir de 1997, il se tourne résolument vers l'univers de l'écrit (bibliothèques, librairies). Vignette et cul-de-lampe de la carte de vœux de 1987 témoignent déjà de sa passion pour ces endroits où règne l'écrit.
La suite de La Bibliothèque de Babel répond à une commande. La difficulté du projet réside dans l'absence de description dans le texte de Borges. Seul un raisonnement analytique est à l'œuvre dans Borges. « La Biblibliothèque est une sphère dont le centre véritable est un hexagone quelconque et dont la circonférence est inaccessible. »
Faisant appel à son imagination, Érik Desmazières s'est appuyé sur des précisions du texte littéraire (rayonnages réguliers, forme géométrique hexagonale, mise en abyme) sans s'y asservir. Ce rapport libre adopté par l'artiste avec les œuvres littéraires (Kleist, Melville) est une récurrence bien qu'ici soit atteint son apogée. Certaines figurations de La Bibliothèque de Babel ont été entièrement créées par l'artiste : La Salle des planètes, Le Grand Hémicycle, Le Labyrinthe. Cette dernière œuvre citée a été en 2003 modifiée en y ajoutant le polyèdre de la Mélancolie de Dürer, cette forme géométrique symbolisant la compréhension par l'espèce humaine du monde par la géométrie.
Attiré par les architectures, Desmazières ne pouvait qu'être fasciné par la Bibliothèque nationale conçue par l'architecte Henri Labrouste. Il propose donc sa vision de la Bibliothèque nationale. L'entrée de la bibliothèque dite Babel aux quatre tours, s'inspire de la tour de Babel de Breughel dans sa dimension formelle et gigantesque, remplissant entièrement la feuille de papier et ne laissant aucune alternative à toute autre issue.
La complexité de l'architecture de la tour de Babel est particulièrement mise en valeur dans sa représentation de 1976. Cette tour, malmenée, en proie à de profonds mouvements de distorsions, témoigne du talent technique de l'artiste. Il y ajoute un gisant tiré par un treuil (discret clin d'œil à son ami graveur Philippe Mohlitz) réussissant ainsi à mettre en miroir le symbole de la vanité humaine avec la finalité inéluctable du genre humain. La tour, véritable obsession, est aussi présente dans le paysage en ruine dans Le Déluge.
Emporté par un enthousiasme exégétique, il crée trois versions d'un alphabet imaginaire composé chacun de vingt-trois lettres.

### Batailles
Les dessins de Léonard de Vinci ont inspiré depuis son enfance Érik Desmazières. Notamment, Machine volante et La Grande Bataille ont été analysées et copiées depuis qu'il a découvert l'univers de l'artiste italien.
Dans les années 1970, il n'hésite pas à basculer ces représentations dans un monde plus violent. Rares sont cependant les gravures qui montrent clairement la violence. Les exceptions à cette règle artistique sont L'Aviateur (1975), La Mutinerie (1980) et Le Massacre des innocents (1987) par leur gestuelle brutale et leurs visages criant leur fureur.
Céder à cette tentation aurait pu être effectué avec l'illustration du texte de Heinrich von Kleist Le Tremblement de terre au Chili dont les descriptions se prêtaient bien à cette tendance. Nostalgique des petits soldats de plomb de son enfance, il n'hésite pas à représenter deux soldats sur le frontispice de l'ouvrage de Kleist en toute cohérence avec l'ambiance apocalyptique de l'œuvre mais sans relation directe avec le texte littéraire. Piranèse est plutôt sa source d'inspiration ainsi que Monsù Desiderio.
Le graveur exerce le double rôle ambivalent de créateur et destructeur en plus de celui de démiurge. Cette métaphore est illustrée dans sa gravure Chaos (1988) où ses pouvoirs destructeurs sont mis en évidence par un revers de l'esprit (en empoignant le cerveau d'un humain), par la main (en démontant et en déchirant le décor) ou par un brunissoir. Il nous montre ainsi la représentation pérenne d'un instant temporaire. Les figures de chef représentées de profil sont nombreuses comme dans la tradition numismatique et dans le portrait de Malatesta de Piero della Francesca : Prince de Thulé, Songe de Malatesta et Guerrier dans une grotte.
Entre 1992 et 1994, il grave dans de multiples versions La Tentation de Saint Antoine en s'inspirant de la première version (1615-1617) de Jacques Callot, agrandie de manière insatisfaisante en 1627 par Anton Meitingh. L'artiste a été séduit par la taille de l'image, son créateur initial et par les motifs fantaisistes dans leur cruauté et leur aspect caverneux. Pour une fois, Desmazières reste fidèle à son modèle bien qu'il s'en distingue en utilisant une technique différente, un mélange d'aquatinte et d'eau forte et en multipliant les versions de l'estampe, impression en rouge, tirée en deux tons ou rehaussée à la gouache. Ce qui importe dans cette représentation n'est pas la figure de saint Antoine qui est situé en arrière-plan sous les falaises mais bien les multiples tentations et attractions qu'il doit combattre. Saint Antoine réussit à pourfendre les menaces de ces assaillants en les chargeant, muni d'une extraordinaire vitalité.

### Explorations
La mer est le premier lieu de découverte de nouveaux mondes. En 1974, avec une estampe reprise à l'aquatinte quelques années plus tard, Érik Desmazières nous fait partager une ambiance maritime traversée par des émotions torturées, triste avec un ciel menaçant. En 1975, dans Le Débarquement, un paquebot pas franchement de croisière pour touristes, lâche ses passagers sur des terres loin d'être accueillantes. Ces migrants semblent être condamnés à errer au milieu d'un paysage hostile et dans une ambiance froide et humide.
En illustrant la nouvelle d'Herman Melville, Benito Cereno (1980), cette destinée incertaine est puissamment mise en exergue à travers le dessin des voiles assimilées à des haillons, qui augure mal d'une issue heureuse. Dans San Dominick (1980), il maintient toujours une ambiance gothique en arborant même à la proue de ce bateau un squelette dissuadant de toute velléité d'agression.
Dans Terres inconnues (1981), Érik Desmazières fait partager toujours cet environnement spleenétique en y inscrivant ses choix préférés (falaises, villes, eau, bateaux) dans un sfumato dramatique et artificiel, rendant un hommage détourné au nigromaniériste John Martin.
Avec Explorations (1984), un changement de tonalité est effectué : influencé par le rococo, inspiré par les décorations fantastiques des ruines romaines, l'atmosphère est moins grave bien que toujours inquiétante, plus romanesque.
En 1985, Dernier pont avant la mer, rappelle L'Embarquement pour Cythère d'Antoine Watteau. L'ambiance est joyeuse, toute en finesse avec ses personnages élégants, avec une architecture aérée et majestueuse, avec ses gondoles délicatement ciselées.
En 2005, Olivier Rolin, écrivain, avait demandé à Érik Desmazières, d'illustrer sa nouvelle Une invitation au voyage. Les globes céleste et terrestre de Coronelli ont servi de trame poétique aux illustrations. L'exploration et la découverte sont ainsi mises à l'honneur avec ces globes gigantesques manipulés par de sacrés acrobates et admirés par des personnages raffinés d'un autre siècle.

### Chambres des merveilles
Les Wunderkammern ou cabinet de merveilles, sont le réceptacle de toutes les fantaisies artistiques. Ces espaces clos sont des lieux où règnent l'ordre et le désordre, où de multiples détails sont visibles et où la perspective est largement mise à mal. Le Sac de Rome (1986) et Les Calendes de janvier (1987) sont des villes regroupant des éléments aussi différents inspirés de périodes historiques diverses (Antiquité, Renaissance, Baroque), de particularités techniques issues des œuvres de Bernini, Raphaël.
En 1998, il crée une Wunderkammer à la suite d'une commande de Paul Jammes, libraire parisien lui permettant d'associer les deux préférences de l'artiste : la réalité et l'imaginé, en faisant basculer dans ses lieux imaginés des objets. Cette stratégie est toujours présente en mettant en scène les objets observés dans Le Magasin de Robert Capia (2003). Dans Rembrandts Kunstcaemer, le dessin est empreint de la touche personnelle de Desmazières tout en s'inspirant de la maison de l'artiste.

### Comédies
Dans La Danse du diable (1992), un diable dansant sur un ballon réussit à étonner les jeunes mais laisse les adultes de marbre. Ces derniers, cachés derrière leurs masques, ne montrent aucune émotion positive ou négative, les traits restant impassibles. Ces attitudes d'adultes passifs et blasés sont brocardées à travers cette gravure.
Dans Des amateurs perplexes (1993) et dans Petite controverse sans importance (1994), le ridicule des personnages est particulièrement mis à l'honneur. Finalement, l'étroitesse d'esprit et l'immobilisme de ces pseudo-observateurs les rend foncièrement grotesques. Sous couvert de l'humour que l'on retrouve aussi chez Jacques Callot et chez Grandville, c'est bien une certaine peur qui est soulevée par ce type de comportements.
Les Astronomes (1972) et Les Architectes (1973) n'échappent pas à la cruauté de sa vision les dépeignant comme des robots humains s'imposant des poses et arborant des visages pathétiquement sérieux.
Dans la série des Caprices (1988), l'esthétisme prime sur l'humour. En gravant Pantalon et la Strasbourgeoise de l'Esquisse de ballet, (seule femme vue de face dans toute son œuvre), Érik Desmazières emprunte à Pietro Longhi sa finesse et à Callot sa causticité.

### Curiosités
Ce qui retient l'attention dans les œuvres d'Érik Desmazières est le travail extrêmement soigné des détails apportés aux objets, aux êtres, aux lieux dans son univers fantaisiste assez proche en ceci de Jérôme Bosch. Ces estampes sont souvent des mises en scène de « mirabilia », c'est-à-dire des choses étonnantes, admirables, des curiosités.
En 1980, Chroniques maritimes est un melting-pot de motifs (coquillage, crabe toutes pinces dehors sur des lattes de bois enserrant le cadre d'une tête de poisson). Chaque élément connaît une existence autonome mais l'assemblage de ces différents motifs instaure une vision surréaliste sans ambition narrative. Ce même souci de l'étonnement est mis à l'honneur avec Construction fragile (1987) et Fantaisie végétale (1987).
La dimension narrative est plus présente dans la suite des Caprices (1988). L'ibis de l'atelier de Marc-Antoine propose la page de titre du portfolio avant de désobéir à Monsieur Loyal.
En 1981, Le Casque d'apparat fait appel à la rigueur de Piero della Francesca et à la débauche d'exposition de détails de Jean Lepautre.
En 1981, dans Guerrier dans une grotte, la puissance de ce chef de cité est mise en valeur par le non-respect de la proportion, un gros plan sur son visage droit et ses lèvres serrées permet de démontrer sa détermination, son côté guerrier étant accentué par la présence des guillochis (cette œuvre est peut être un hommage détourné à Odilon Redon par son côté ténébreux et graphique).
La présence du casque est un leitmotiv de l'œuvre de Desmazières.
En 1987, dans Josephe et Jeronimo, personnages issus de la nouvelle de Kleist, le graveur déploie avec délectation les branches du grenadier rococo protégeant ainsi les amants temporairement.
En 1996, Un songe de Gaspard est une réminiscence de Gaspard de la nuit d'Aloysius Bertrand et du Cri de Munch. Y sont rassemblés les beffrois des centres urbains, le danseur raffiné des Caprices, les personnages masqués des comédies, le Profil devant un espace d'eau.

La puissance originale de ces œuvres réside dans la juxtaposition irrationnelle de différents éléments, disposés de manière purement subjective, sans souci de réalisme, frisant ainsi le fantastique. Alberto Manguel définit l'univers d'Érik Desmazières comme suit : 

« Les chambres, les ateliers, les bibliothèques qu'il dessine, de même que les villes qui les contiennent, débordent vers un espace extérieur à la page et un temps extérieur à celui qui est implicite dans leur représentation. »
« Il évoque des lieux reflétés dans le monde que nous qualifions de réel, de telle sorte qu'après que nous les avons vus en noir et blanc sur papier, ils redéfinissent et recréent ceux de nos paysages quotidiens. »

## Principales expositions
- 1993 : 
  - « Érik Desmazières : gravures récentes », galerie Arsène Bonafous-Murat, Paris
- 2002 : 
  - « Érik Desmazières : amor librorum pictorum nos unit », galerie Arsène Bonafous-Murat, Paris
- 2004-2005 : 
  - Rembrandthuis Museum (Amsterdam)
- 2006-2007 : 
  - « Érik Desmazières, Paris à grands traits », musée Carnavalet, Paris
  - « Les lieux imaginaires d'Érik Desmazières : estampes et dessins » (catalogue), musée Jenisch-Cabinet cantonal des estampes, Vevey[17],[18]
- 2009-2010 : 
  - Fondazione Il Bisonte
  - Museo della Grafica
  - Telfair Museums (en) (Savannah, Georgia)
  - Musée des beaux-arts de Montréal
- 2012 : 
  - « Érik Desmazières au cœur de la Bibliothèque », Bibliothèque nationale de France, Paris[8],[19]
  - « Les Visionnaires[20] », musée Panorama de Bad Frankenhausen (Allemagne)
  - « Érik Desmazières: Cabinet of Rarities », P. and D. Colnaghi and Co[21]
- 2014 :
  - « Érik Desmazières, graveur », musée des beaux-arts de Nancy[22]
  - « Érik Desmazières, des mondes gravés », musée de l'Hospice Comtesse, Lille[23]

## Publications
- Les Lieux imaginaires d'Érik Desmazières, textes de Lauren Laz, Alberto Manguel et Maxime Préaud, Milan, Éditions 5 continents  (ISBN 978-88-7439-402-9) / Vevey, Musée Jenisch  (ISBN 2-88428-045-6), 2007, 135 p. Publié lors de l'exposition au musée Jenisch de Vevey, 15 juin-9 septembre 2007.
- Voyage au centre de la bibliothèque, sous la direction de Céline Chicha-Castex, textes de Céline Chicha-Castex, Anne-Marie Garcia et Olivier Rolin, coédition BnF  (ISBN 978-2-7177-2526-1) / Hazan  (ISBN 978-2-75410-6627), 2012 Contient « La bibliothèque d'Érik Desmazières », entretien avec Érik Desmazières, propos recueillis par Céline Chica-Castex, le 2 mars 2012. Publié à l'occasion de l'exposition « Érik Desmazières, au cœur de la Bibliothèque », Paris, Bibliothèque nationale de France, site François-Mitterrand, Galerie des donateurs, 9 octobre-18 novembre 2012.
- Érik Desmazières, Olivier Rolin, À y regarder de près, Paris, Éditions du Seuil, coll. « Fiction & Cie », 2015, 128 p.  (ISBN 978-2-02-128283-2)

### Filmographie
- Le Paris d’Érik, film documentaire, coréalisé en 2006 par Bertrand Renaudineau et Gérard Emmanuel da Silva (extrait en ligne)